# Kızılırmak
Kızılırmak, Kizil Irmak, Kyzył Irmak („czerwona rzeka”) – najdłuższa rzeka w Turcji, znana w starożytności jako Halys (gr. Ἅλυς lub Ἄλυς).
Ma 1355 km długości, przy ujściu do Morza Czarnego tworzy deltę o powierzchni ok. 217 km². Jest ważnym medium w produkcji energii elektrycznej, na jej biegu znajduje się wiele elektrowni wodnych. W rzece żyją m.in. pstrąg tęczowy, sandacz pospolity, lin, sum pospolity.
W starożytności obok, a może częściowo nad rozwijało się miasto-państwo Zalpa, potem królestwo Hetytów, później stanowiła granicę pomiędzy Azją Mniejszą i resztą Azji. Przy tej rzece toczyła się 28 maja 585 p.n.e. bitwa nad rzeką Halys.

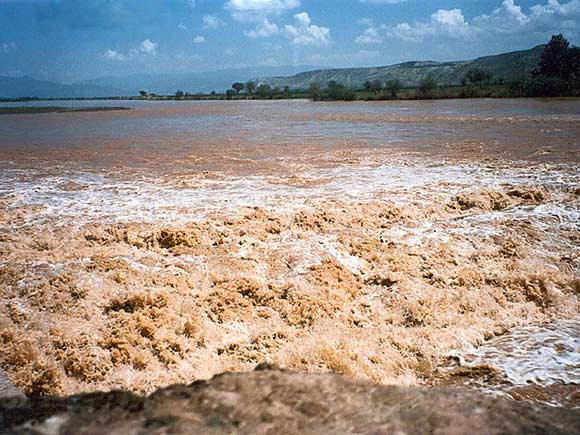
İskilip, Dedesli
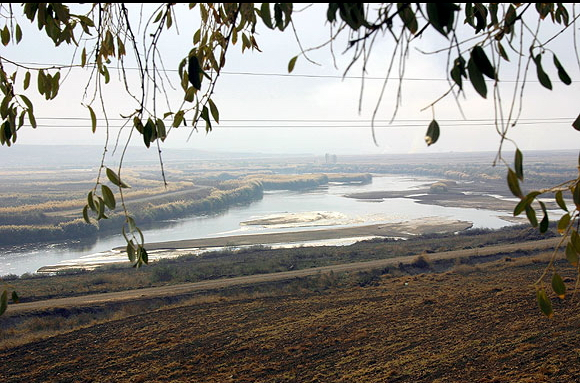
İskilip, Taybı